# Settur
Settur fou un estat tributari protegit, del tipus zamindari, a la taluka de Srivilliputtur al districte de Tinnevelly, avui a Tamil Nadu, amb capital a Settur a 09° 24′ N, 77° 20′ E / 9.400°N,77.333°E. La població el 1901 era de 14.328 habitants. El zamindar pertanyia a la casta dels mares i descendia d'una antiga família de poligars. Diversos rierols procedents dels Ghats Occidentals regaven el territori.